# Mick Thomson
Mick Thomson (født 3. november 1973) er leadguitaristen i metalbandet Slipknot. Mick er kendt som nr. 7 i bandet. Før Slipknot spillede Mick i et band kaldet Bodypit sammen med forrige Slipknotmedlemmer som Anders Colsefni, Donnie Steele og afdøde bassist Paul Gray. Hans forrige job var at give guitarleksioner ved "Ye Olde Guitar Shop."

## Guitarvalg
- Jackson Custom King V (Spiller ikke længere på den)
- B.C. Rich Custom Warlock (Stemt B F# B E G# C#) (Bruger den ikke længere)
- B.C. Rich Custom Bich ("HATE" indgraveret) (Stemt B F# B E G# C#) (Bruger den ikke længere)
- Ibanez Custom RG 6 (Rød, med ordet "SEVEN" indgraveret på guitarhalsen), (Stemt B F# B E G# C#)
- Ibanez Custom RG 6 (Sort, med ordet "SEVEN" indgraveret på guitarhalsen), (Stemt B F# B E G# C#)
- Ibanez Custom RG 6 (Hvid, med ordet "SEVEN" indgraveret på guitarhalsen), (Stemt B F# B E G# C#)
- Ibanez Custom S Series (Sølv, med ordet "SEVEN" indgraveret på guitarhalsen), (Stemt A E A D F#
- Ibanez MtM1 (Mick Thomsons underskrift)
- Custom B.C. Rich Warlock (med ordet "HATE" indgraveret)
- Ibanez MtM2 (Mick Thompsons underskrift)

## Ekstern henvisning
- Slipknots officielle hjemmeside Arkiveret 30. juni 2008 hos  Wayback Machine